# Incidents de Reinosa de 1987
Els incidents de Reinosa de 1987 van ser uns aldarulls que es van desencadenar a la localitat espanyola de Reinosa, a Cantàbria, durant la primavera de 1987. Van ser el resultat directe dels problemes derivats de la reconversió industrial que va afectar bona part del teixit industrial espanyol durant la dècada del 1980, i que van tenir una forta repercussió en aquest municipi del sud de Cantàbria i a tota la comarca de Campoo-Los Valles.

## Antecedents
La reconversió industrial ja havia afectat fortament a aquesta localitat de Cantàbria, de 13.000 habitants en aquella època, amb la pèrdua de 2.000 llocs de treball durant els dos anys previs. A més, aquesta reconversió, que encara no s'havia finalitzat, amenaçava encara a 1.000 llocs de treball més. Al desembre ja hi havia hagut protestes en una empresa local, Cenemesa (l'actual Gamesa), mentre que Farga Casanova (l'actual Forjas de Cantàbria) havia presentat un expedient de regulació d'ocupació.
Durant aquesta primavera de 1987, la principal amenaça provenia dels plans de reconversió de l'empresa siderúrgica Forjas y Aceros de Reinosa, SA (L'antiga Naval i Sidenor i l'actual SIDENOR), que emprava 1.763 treballadors i preveia la reducció de plantilla fins a 1.300 empleats, donades les pèrdues de més de 3.000 milions de pessetes dels últims anys. A això calia afegir que es calculava que per cada acomiadament en Forjas i Aceros implicaria altres tres aturats més a la comarca.

## El conflicte

### Març
L'11 de març de 1987, l'expresident del Consell d'Administració de Forjas i Acero, Enrique Antolín Sant Martín, es va presentar a l'empresa per acomiadar-se de la resta de consellers i recollir les seves pertinences, ja que havia sigut nomenat conseller d'Obres Públiques del Govern Basc. Quan van tenir coneixement d'això, els membres del comitè d'empresa van obligar a Antolín a dirigir-se a l'anomenat «búnquer» (l'edifici de control de qualitat de l'empresa) on el van retenir durant tota la nit al costat d'alguns càrrecs directius.
El dia 12 de març, després d'haver tallat les línies telefòniques de l'empresa, 34 membres de la Unitat Especial d'Intervenció de la Guàrdia Civil van assaltar el «búnquer» per alliberar Antolín, mentre 321 guàrdies civils dispersaven els obrers concentrats a l'entrada de la factoria utilitzant pilotes de goma i gas lacrimogen; el nombre total d'agents utilitzats va ser facilitat pel llavors ministre de l'Interior, José Barrionuevo. Durant els enfrontaments que van seguir per tota la ciutat càntabra diversos guàrdies civils van perdre les seves armes (algunes van ser inutilitzades i lliurades als guàrdies municipals, un fusell va ser recuperat a Torrelavega diversos dies després, i una pistola no va aparèixer), altres nou van ser capturats i posteriorment alliberats per els treballadors, i els ferits van omplir l'ambulatori local. El resultat després d'unes quatre hores d'enfrontaments va ser de vuit ferits greus i seixanta lleus (entre ells diversos guàrdies civils).
En declaracions recollides al diari El País, un guàrdia civil que va resultar ferit greu va declarar que: 
| « | (castellà) […] no nos mataron porque no quisieron. Una nube de piedras cayó sobre nosotros durante minutos que no tenían fin […] Al fin, algunos de los obreros dijeron a los que apedreaban desde arriba que ya estaba bien, que había que acabar. Así que salimos a la avenida de Navarra, pero allí otros muchachos que no habían participado en la refriega nos derribaron al suelo para desarmarnos. De repente, uno de ellos, con un trozo de losa en la mano, me golpeó varias veces en la cabeza. Tuvieron que darme siete puntos ayer. Yo fui uno de los guardias que perdió el CETME (el fusil), pero ¿cómo evitarlo ante la locura de aquellos hombres que me acorralaban? | (català) […] no ens van matar perquè no van voler. Un núvol de pedres va caure sobre nosaltres durant minuts que no tenien final […] A la fi, alguns dels obrers va dir als que ens apedregaven des de dalt que ja estava bé, que s'havia d'acabar. Així que vam sortir a l'avinguda de Navarra, però allà altres nois que no havien participat en la topada ens van llençar al terra per desarmar-nos. Tot d'una, un d'ells, amb un tros de llosa a la mà, em va colpejar diverses vegades al cap. Van haver de donar-me set punts ahir. Jo vaig ser un dels guàrdies que va perdre el CETME (el fusell), però, com evitar-lo davant la bogeria d'aquells homes que m'acorralaven? | » |

En el mateix diari també es recullen les declaracions d'un obrer que va perdre un ull en els incidents:
| «                                                                                                 | (castellà) Eran aproximadamente las 8.30. Me encontraba en la portería de la fábrica con un montón de compañeros. Los guardias estaban a unos 300 metros frente a nosotros. Y de repente el caos estalló en forma de una lluvia de pelotas de goma y botes de humo. Pero no puedo contar mi caso porque cuando recuperé la conciencia viajaba en el interior de una ambulancia evacuado hacia el ambulatorio y después a Santander. Fue, según me han contado, el impacto de una pelota de goma […] En el interior de las naves aún siguieron disparando pelotas y botes con un humo que nos asfixiaba. | (català) Eren aproximadament les 8.30h. Em trobava a la porteria de la fàbrica amb un munt de companys. Els guàrdies estaven a uns 300 metres davant nostre. I de sobte el caos va esclatar en forma d'una pluja de pilotes de goma i pots de fum. Però no puc explicar el meu cas perquè quan vaig recuperar la consciència viatjava a l'interior d'una ambulància evacuat cap a l'ambulatori i després cap a Santander. Va ser, segons m'han explicat, l'impacte d'una pilota de goma […] A l'interior de les naus encara van seguir disparant pilotes i pots amb un fum que ens asfixiava. | » |
| — «No nos mataron porque no quisieron», cuenta un agente. El País, 14 de març de 1987. (castellà) | | |   |

Les respostes dels diversos partits polítics no es van fer esperar, amb el PSOE (al Govern) abocant les culpes a una part dels treballadors i a la població de Reinosa, AP (l'actual PP, al Govern càntabre) demanant l'aclariment dels fets, i Esquerra Unida denunciant l'ús de foc real per part de la Guàrdia Civil. Arran dels incidents de Reinosa, el cap de la Comandància de la Guàrdia Civil de Cantàbria, el tinent coronel Tomás Sanz Fernández, va ser destituït el 30 de març.
El mateix dia en què es va produir la destitució de Sanz Fernández, treballadors de Cenemesa van tallar la via fèrria Madrid-Santander, clara mostra que la conflictivitat a la comarca no hi havia cessat.

### Abril
L'1 d'abril, l'ajuntament de Reinosa, amb tots els seus grups polítics (PSOE, AP i PCE) va acordar sol·licitar la retirada de les forces de la Guàrdia Civil de la localitat, que ascendien a 430 agents, vuit tanquetes i un helicòpter.
El 4 d'abril es van produir nous enfrontaments a la localitat entre guàrdies civils i manifestants que van tallar la via fèrria durant diverses hores; els guàrdies civils van usar pilotes de goma i gas lacrimogen. El resultat dels enfrontaments va ser de tres ferits greus i divuit lleus. Aquests enfrontaments van començar amb una marxa de protesta, cassolada inclosa, pels carrers de Reinosa el dia 3.
L'endemà, 5 d'abril, van continuar els enfrontaments entre els treballadors de Cenemesa i les dotacions de dues tanquetes de la Guàrdia Civil; els treballadors van tornar a tallar el trànsit ferroviari durant unes hores. El resultat final va ser de quinze ferits lleus.
L'11 d'abril es va produir una manifestació pels carrers de Santander (convocada per CCOO i amb el suport de la USO, la CNT i tots els partits polítics excepte PSOE i AP) en la que van participar entre 11.000 i 20.000 treballadors, dels quals més de 2000 provenien de Reinosa i la seva comarca, van protestar per la desindustrialització a Cantàbria i les polítiques dels governs espanyol i càntabre al respecte.
Dos dies després, l'Assemblea de Cantàbria (amb l'oposició del PSOE) va aprovar una proposició no de llei d'AP i PDP urgint la reindustrialització de la comarca de Campoo-Los Valles. i les destitucions del ministre de l'Interior (José Barrionuevo), del director de la Guàrdia Civil (Luis Roldán) i del delegat del Govern a Cantàbria (Antonio Pallarés) com a responsables polítics dels incidents dels dies 11 i 12 de març i de «prendre mesures de força totalment desproporcionades». Així mateix, l'Assemblea va declarar la seva solidaritat amb «el poble càntabre», convidant-los a «no cessar en les seves reivindicacions i manifestacions legítimes».
El 15 d'abril es van produir nous enfrontaments entre obrers de Cenemesa i la Guàrdia Civil. Els treballadors van tallar durant diverses hores la carretera Santander - Palència (N-611) i van respondre a amb llançament de pedres als gasos lacrimògens i a les pilotes de goma dels guàrdies civils. Els incidents amb més violència es van produir a Matamorosa (a les rodalies de Reinosa), que va ser ocupada per les tanquetes de la Guàrdia Civil. El resultat final va ser d'un ferit greu (per cops de la culata de fusell) i disset lleus entre els treballadors, i dos guàrdies ferits.

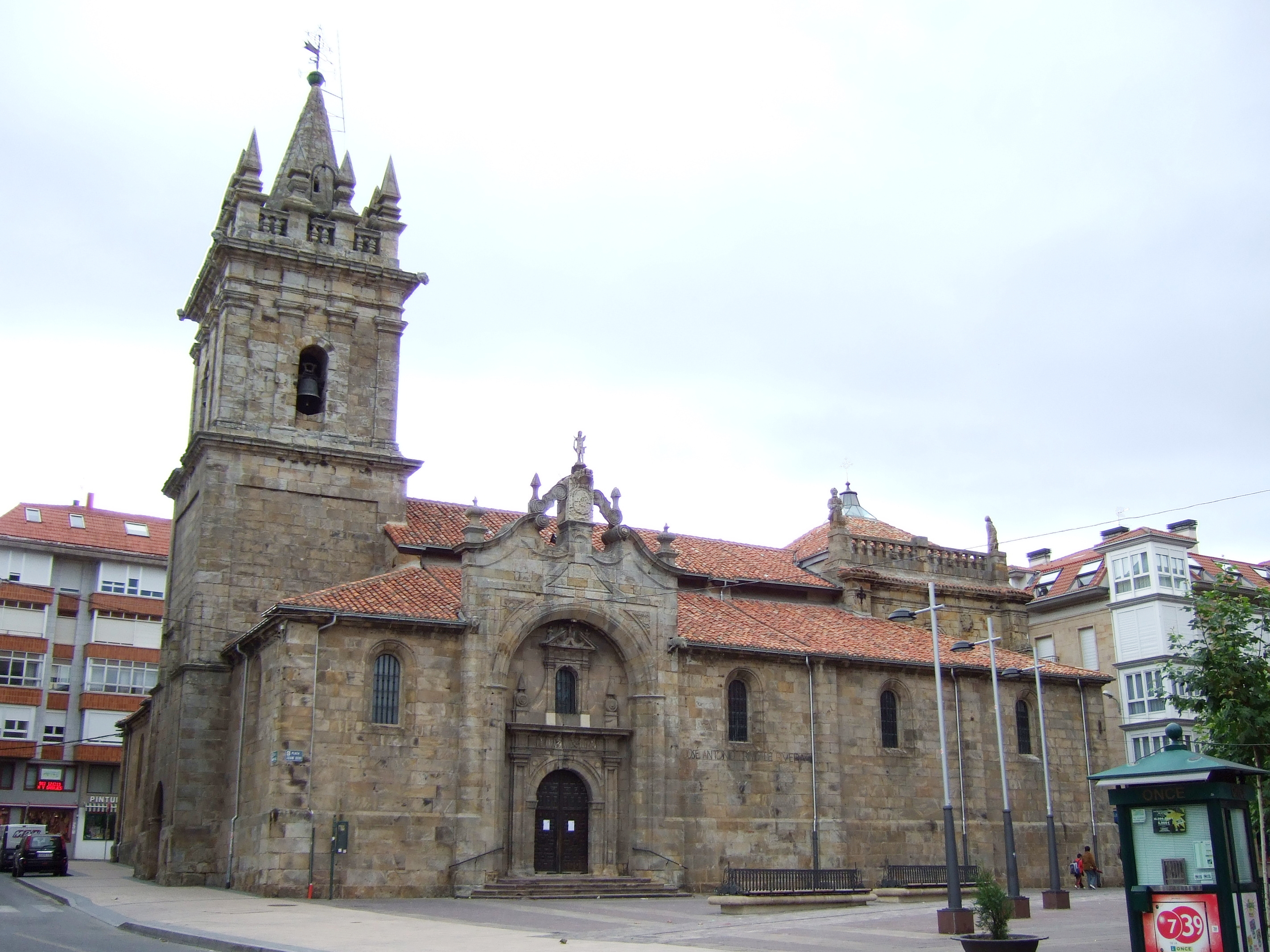
Església de Sant Sebastià (Reinosa)

A l'endemà, el 16 d'abril, es van reproduir els enfrontaments a Reinosa i rodalia, amb els treballadors tallant de nou la carretera Santander - Palència i la línia fèrria Santander - Madrid. Els oficis religiosos del Dijous Sant van ser suspesos quan els obrers que fugien de la Guàrdia Civil van ocupar les esglésies. A conseqüència dels enfrontaments es van produir 21 ferits i 28 detinguts, als quals van confiscar caragols i boles d'acer. Durant aquests enfrontaments (que van durar unes sis hores) la Guàrdia Civil va ocupar Reinosa amb tanquetes, vehicles tot terreny i un camió blindat, a més de tenir un helicòpter sobrevolant la zona. També van entrar en els Almacenes Cupido, on van detenir els dos dependents i a un dels propietaris, i van incendiar la funerària de la localitat pel llançament d'una bomba de fum des d'una tanqueta. Per la seva banda, els treballadors van col·locar barricades en els dos punts d'accés a la ciutat. El resultat més tràgic dels enfrontaments va ser la mort del treballador Gonzalo Ruiz García, membre del sindicat Comissions Obreres, a conseqüència de l'acció desenvolupada per la Guàrdia Civil contra el garatge en el qual aquest es va refugiar, a on van disparar un nombre indeterminat de pots de fum al seu interior. Gonzalo Ruiz va morir a l'hospital Valdecilla de Santander el dia 5 de maig, tres setmanes després de respirar els fums tòxics procedents dels pots de fum i amb importants lesions en el cos. La seva vídua va presentar una querella criminal contra la Guàrdia Civil. A més de la mort del jove Gonzalo Ruiz, hi van haver dos ferits greus, un menys greu i disset ferits lleus.

## Conseqüències
Com a resultat dels enfrontaments ocorreguts a Reinosa i la seva comarca els dies 12 de març i 4, 5, 15 i 16 d'abril de 1987, i en què la Guàrdia Civil va emprar helicòpters, tanquetes, vehicles tot terreny, un camió blindat, bales de goma, pots de fum i munició real contra treballadors que van usar al seu torn pedres, tiradors, femelles, caragols, boles d'acer i barricades, es va produir un balanç d'un treballador mort, 15 ferits greus, un ferit menys greu i 128 lleus, amb majoria de ferits d'entre els treballadors. Els treballadors van retenir durant unes hores contra la seva voluntat a l'exdirector de Forges i Acers, van tallar la carretera Santander-Palència (N-611) i la via fèrria Santander-Madrid, així com els accessos a Reinosa; per la seva banda, la Guàrdia Civil va ocupar diverses vegades Reinosa i Matamorosa, a més de realitzar una petició a les emissores de ràdio locals perquè divulguessin una informació «més benvolent que objectiva».
Els dies 6 i 7 de maig, arran de la mort de Gonzalo Ruiz, es van produir sengles vagues generals a Reinosa i la seva comarca, amb aturades de dues hores en la resta de Cantàbria el dia 7 (data de l'enterrament del treballador mort). A més, durant la campanya electoral per a les autonòmiques i municipals, van realitzar mítings a Reinosa els principals líders d'AP i IU. Per la seva banda, en el míting del PSOE del 30 de maig, els oradors van haver de suportar els insults, xiulades i fins i tot una pluja d'ous i pedres. Finalment, després d'una manifestació a Madrid (3 de juliol) i una ronda de noves negociacions, la Direcció General de Treball va aprovar l'expedient de regulació d'ocupació de 436 treballadors de Forjas i Aceros.

## Els disturbis de Reinosa en la cultura popular
- El grup de rock de Reinosa La Fuga va incloure el tema «Primavera del 87» en els seus discos Mira (1998) i Nubes y claros (2006).
- En un dels còmics de Makinavaja, durant un enfrontament entre treballadors i forces antiavalots, un dels treballadors arenga als altres al crit de «¡Venguemos Reinosa!».
- El grup de rap valencià Los Chikos del Maíz, al bonus track del seu disc La Estanquera de Saigon (2014) fa referència als incidents: «el pueblo expulsa a las tanquetas de Reinosa».
- El grup d'Oi! i de rock proletari madrileny Núcleo Terco, en el seu últim disc A martillazos va incloure el tema «Reinosa 87».